# Александрова Надія Валеріївна
Надія Валеріївна Александрова (рос. Надежда Валерьевна Александрова; народилась 3 січня 1986 у м. Москві, Росія) — російська хокеїстка, воротар.
Виступала за команди: ХК «СКІФ» (Нижній Новгород) з 2002 по грудень 2009 року.
Триразова чемпіонка Росії, володар Кубка Європейських чемпіонів (2009), двічі срібний призер чемпіонату Росії, срібний і бронзовий призер Кубка Європейських чемпіонів. Учасниця Олімпійських ігор 2006 у Турині.
Студентка Московської державної академії фізичної культури (МДАФК).